# Drăgănești-Olt
Pour les articles homonymes, voir Drăgănești.
Drăgănești-Olt est une ville roumaine du județ d'Olt, dans la région historique de Valachie et dans la région de développement du Sud-ouest.

## Géographie
La ville de Drăgănești-Olt est située en Munténie, dans la partie centrale du județ, sur la rive gauche de l'Olt, dans la plaine de Boian (Câmpia Boianului), à 18 km à l'est de Caracal et à 36 km au sud de Slatina, le chef-lieu du județ.
La municipalité est composée de la ville de Drăgănești-Olt et du village suivant (population en 1992) :
- Comani (3 528) ;
- Drăgănești-Olt (9 551).

## Histoire
La première mention écrite du village date de 1526 dans un document émanant de la cour du voïvode Radu V de la Afumați, mais des vestiges d'une occupation datant de l'époque de la conquête romaine de la Dacie indique que les lieux étaitn habités depuis bien plus longtemps.
De 1950 à 1968 et à la réforme administrative de la Roumanie, Drăgănești-Olt a été le chef-lieu de raion (arrondissement) de Drăgănești-Olt.
En 1968, Drăgănești-Olt a obtenu le statut de ville.

## Politique
| Parti | Parti                             | Sièges |
| ----- | --------------------------------- | ------ |
|       | Parti social-démocrate (PSD)      | 10     |
|       | Parti national libéral (PNL)      | 6      |
|       | Parti de la Grande Roumanie (PRM) | 1      |

## Démographie
Lors du recensement de 2011, 84,34 % de la population se déclarent roumains, 6,82 % comme roms (8,77 % ne déclarent pas d'appartenance ethnique et 0,04 % déclarent appartenir à une autre ethnie).
De plus, 90,25 % de la population se déclarent chrétiens orthodoxes, 0,98 % d'une autre religion et 8,76 % ne répondent pas à la question.

## Économie
L'économie de la commune repose sur l'agriculture et le commerce. Drăgănești-Olt est au centre d'une région vinicole réputée dans tout le pays. La commune dispose de 6 090 ha de terres agricoles et de 924 ha de forêts.
Un des neuf barrages sur l'Olt construits dans le județ est situé à Drăgănești-Olt.

## Communications

### Routes
Drăgănești-Olt est située à proximité de la route nationale DN6 Caracal-Roșiorii de Vede.

### Voies ferrées
La ville est desservie par la ligne de chemin de fer Craiova-Bucarest.

## Lieux et monuments
- Musée archéologique Câmpiei Boianului ;

- Église orthodoxe Saints Nicoals et Parascève de 1775 ;

- Lac de retenue sur l'Olt.